# 3×3 Champions Trophy
Die 3×3 Champions Trophy (durch einen Sponsoringvertrag seit 2020 offiziell ING 3×3 Champions Trophy) ist ein jährlich ausgetragenes Turnier im 3×3-Basketball, im Rahmen der ING 3×3 Tour. Die 3×3 Champions Trophy stellt den Pokalwettbewerb dar, der parallel zur 3×3 German Championship läuft. Bei dem seit 2020 bestehenden Turnier, aufgrund der COVID-19-Pandemie erstmals 2021 ausgetragen, spielen zum Großteil deutsche, aber auch internationale Teams, den deutschen 3×3 Pokal, in den Kategorien Herren, Damen, U18 männlich und U18 weiblich, aus. Die 3×3 Champions Trophy wird vom Deutschen Basketball Bund an wechselnden Orten ausgerichtet.
Den Pokal konnten schon deutsche Baseballspieler wie Ama Degbeon, Jennifer Crowder, Kostja Mushidi oder Demetrius Ward gewinnen.

## Konzept
Zunächst 2021 als Einladungsturnier ausgespielt, werden seit 2022 die 16 Teilnehmer je Kategorie für die 3×3 Champions Trophy durch Qualifikationsturniere im Rahmen der 3×3-Touren der Landesverbände bestimmt. Die 16 Teams spielen dann in einer Gruppenphase (4 Teams pro Gruppe) die Viertelfinalteilnehmer aus, die dann in einem K.-o.-System das Siegerteam ermitteln. Dabei kommt das offizielle FIBA 3x3-Regelwerk zum Einsatz.

## Turniere
Da das für 2020 geplante Turnier in Düsseldorf aufgrund der COVID-19-Pandemie ausfallen musste, fand die Premiere der 3×3 Champions Trophy 2021 in Berlin im Rahmen von Die Finals statt. Spielort war der Jahn-Sportpark. In den Jahren 2022 und 2023 fand das Turnier dann in Frankfurt statt, gespielt wurde an der Hauptwache, sowie dem Roßmarkt. Für 2024 wurde angekündigt, dass die 3×3 Champions Trophy erstmals in München stattfinden wird. Dies geschieht im Rahmen des MASH, wobei als Spielort der Olympiapark genützt wird.
| Jahr | Ort       | Sieger Herren | Sieger Damen      | Sieger U18 männlich | Sieger U18 weiblich |
| ---- | --------- | ------------- | ----------------- | ------------------- | ------------------- |
| 2021 | Berlin    | Düsseldorf    | Hannover          | Konstanz            | Konstanz            |
| 2022 | Frankfurt | Der Stamm     | the boyz are back | nicht ausgetragen   | nicht ausgetragen   |
| 2023 | Frankfurt | Klutsh        | Düsseldorf ZOOS   | Who asked?          | LFDY (Düsseldorf)   |

## Medien
Im Rahmen von Die Finals wurde die 3×3 Champions Trophy von ARD und ZDF übertragen. Des Weiteren sind die Spiele auf der Streaming-Plattform Twitch sowie ab 2024 bei Dyn zu sehen.